# Чавдар Славов
Чавдар Крумов Славов, доктор на медицинските науки, е български лекар, уролог, професор.

## Биография
Чавдар Славов е роден на 3 юли 1953 г. в София. През 1979 г. завършва медицина в Медицинска академия в София, а през 1984 г. придобива и специалност „урология“.
От 1984 г. до 1987 г. е старши, а след това и главен асистент в Катедрата по урология в Медицинска академия в София. От 1988 г. е кандидат на медицинските науки, като през 1995 г. става доцент по урология в Медицинския факултет на Медицински университет в София, завеждащ сектор, от 2007 г. е доктор на медицинските науки, а от 2008 г. е и професор по урология. 
През 2010 г. получава степен магистър по „Здравен мениджмънт“ в УНСС.
Проф. д-р Чавдар Славов има 252 научни труда, 13 монографии и учебници, както и участия в редица научни форуми и специализирани курсове в България и в чужбина.
Разработва и въвежда за първи път в България реконструктивните операции на мъжката уретра с ламбо от букална лигавица, с което нарежда България сред първите 10 в света, усвоили този подход в уретралната хирургия. Разработва и въвежда в урологичната практика над 10 диагностични и над 15 оперативни методики.
Натрупаният опит като клиницист и изследовател проф. Славов споделя и чрез своята преподавателска дейност. Има заслуги и за оптимизирането на организацията на здравеопазването и мениджмънта на болничното здравеопазване.
Проф. д-р Чавдар Славов участва активно и в обществения живот, масмедиите, обществените организации, членства в дружества и асоциации и др.
Удостоен със званието Почетен гражданин на Кюстендил на 27 юни 2013 г.

## Специализирани курсове[2][1]
- 1983 г. – Специализиран курс в Института по урология в Москва, Русия
- 1990 г. – Специализиран курс по „Трансплантология“, гр. Лил, Франция
- 1991 г. – Специализиран курс по „Трансплантология и реконструктивна урология“ във Франция
- 1992 г. – Специализиран курс по Организация на бъбречната трансплантация в Брюксел, Белгия
- 1998 г. – Специализиран курс по „Здравен мениджмънт“ в ВВМА
- 2002 г. – Специализиран курс по лапароскопска хирургия в Колумбийски университет в Ню Йорк, САЩ
- 2002 г. – Специализиран курс по Реконструктивна урология към Института по урология и нефрология в Лондон, Великобритания

## Кариера[1]
- 1979 – 1980 г. – Цехов лекар и ординатор в хирургично отделение на Окръжна болница в Кюстендил
- 1980 г. – Асистент в Катедрата по урология – Медицинска академия – София
- 1984 г. – Старши асистент в Катедрата по урология към Медицинска академия – София
- 1987 г. – Главен асистент в Катедрата по урология към Медицинска академия – София
- 1995 г. – Доцент по урология в Медицинския факултет на Медицинския университет в София, Завеждащ сектор
- От 1999 – Член на Факултетния съвет при Медицински факултет на Медицинския университет в София
- 2008 г. – Професор по урология
- 2009 – 2013 г. – Началник на Клиниката по урология към УМБАЛ „Александровска“ ЕАД, София
- 2009 – 2010 г. – Член на Борда на директорите на УМБАЛ „Св. Анна“
- 2010 – 2013 г. – Национален консултант по урология;
- От 2012 г. – Член на Комисията за лечение в чужбина към МЗ

## Научна дейност[1]
- 1988 г. – Кандидат на медицинските науки (DM)
- 2007 г. – Доктор на медицинските науки (DMN)
- 2003 – 2011 г. – Ръководител и участник на шест научни проекта
- 2013 г. – Председател и член на комисията по създаване на Медицински стандарти по Урология, Трансплантология, Спешната медицина

Автор е на:
- 260 научни труда, от които 180 в научни списания и сборници,
- 13 монографии и учебници,
- 13 рационализации и изобретения.

## Членство в неправителствени организации[2][1]
- Член на Българското урологично дружество и член на Управителния съвет;
- Член на Европейската асоциация по урология (EAU);
- Член на Световната урологична асоциация (SIU);
- Международен член на Американската урологична асоциация (AUA);
- Член на Българската Асоциация по сексуална медицина;
- Член на Европейската Асоциация по сексуална медицина;
- Член на Управителния съвет на Българското дружество по трансплантология
- Главен редактор на сп. „Българска трансплантология“;
- Член на редакционния съвет на сп. „Хирургия“;
- Член на редколегията на сп. „Андрология“